# Antraceno-2-ol
Antraceno-2-ol, 2-hidroxiantraceno, β-hidroxiantraceno ou 2-antranol é o composto orgânico, um fenol do antraceno de fórmula C14H10O e massa molecular 194,2286. É classificado com o número CAS 613-14-9, CBNumber CB51118639 e MOL File 613-14-9.mol.